# Xã East Fork, Quận Montgomery, Illinois
Xã East Fork (tiếng Anh: East Fork Township) là một xã thuộc quận Montgomery, tiểu bang Illinois, Hoa Kỳ. Năm 2010, dân số của xã này là 4.138 người.